# Villa Marina
Villa Marina es un pueblo venezolano que se encuentra en la península de Paraguaná.
Es una población típica de pescadores, muy visitada por los turistas. Existe un hotel de la cadena Eurobuilding llamado Villa Caribe. Durante más de un siglo permaneció igual, con pequeñas casas a orillas de la playa y toda la población viviendo de la actividad pesquera. Posteriormente (desde hace unos 20 años), con el aumento de la actividad turística, se desarrolló una economía de alquiler de casas importante. Las casas de playa son alquiladas en temporada baja, a precios muy económicos. Sus grandes atractivos turísticos la convierten en uno de los principales destinos de los visitantes del estado Falcón. 
El auge de turistas durante las temporadas vacacionales desde hace 10 años es cada vez mayor, esto se debe a que la península de Paraguaná ha sido convertida en Zona Libre de Inversión Turística, incrementando a su vez la cantidad de comercios y servicios en la ciudad de Punto Fijo lo cual atrae turistas con dos propósitos: hacer compras y visitar las playas.